# 赤星親武
赤星 親武（あかぼし ちかたけ）は、安土桃山時代から江戸時代初期にかけての武将。

## 略歴
肥後国菊池氏の出身。加藤清正に仕え、加藤十六将の一人に数えられた。後に清正の紹介で豊臣秀頼の直参となった。
大坂の陣では豊臣方で戦い、大坂夏の陣において天王寺口で戦死した。死ぬ直前、子・道重を逃がしている。

## 別伝
上記の赤星親武の略歴は江戸時代以降の軍記物や立川文庫などの講談でのみ見られるもので、それ以外の資料からはその事実を確認できない。
当時、京都や長崎で活動していたイエズス会宣教師ペドロ・モレホンの『日本殉教録』に赤星太郎兵衛という殉教者のことが書かれている。
加藤清正に仕えていたジョルジ赤星太郎兵衛という名のキリシタン武将がいた。1611年に清正が没すると、藩の重臣たちは赤星に棄教を迫ったが、彼はこれを拒み、藩を去った。その後、キリシタンに寛容だった肥前唐津藩主・寺沢広高に仕えたものの、1614年1月に江戸幕府が「伴天連追放之文」を正式に公布すると、広高は赤星に信仰を隠すよう説得した。しかし、赤星はこれを断り、禄を捨てて長崎に居住した。同年11月22日、有馬と口之津で多くのキリシタンが殉教したことを耳にした赤星は、自らも口之津へ向かい、翌11月23日、山口直友の側近の手によって斬首され、64年の生涯を閉じた。
ジョルジ赤星太郎兵衛は武士のなかでも高い身分にあったと書かれており、年齢や地域的にも肥後菊池氏の三家老家の一つ、赤星氏の一員と考えられるが、赤星統家との具体的な関係については不明である。